# Васильево (городской округ Коломна)
Васильево — село в городском округе Коломна Московской области. До 2017 года входило в Акатьевское сельское поселение Коломенского района. Население — 222 чел. (2021).

## География
Село Васильево расположено на левом берегу Оки примерно в 10 км к югу от города Коломны. Ближайшие населённые пункты — село Акатьево, деревни Жиливо и Игнатьево.

## Население
| 2002 | 2006 | 2010 | 2021 |
| ---- | ---- | ---- | ---- |
| 63   | ↘48  | ↗97  | ↗222 |

## Улицы
В селе расположены следующие улицы и объекты:
- СНТ Лукоморье
- ул. Озёрная
- ул. Пойменная
- ул. Сельская
- ул. Посадская

## Люди, связанные с селом
В селе родился Герой Советского Союза Михаил Коновалов.